# Schnarchenreuth
Schnarchenreuth ist ein Gemeindeteil der Gemeinde Berg im Landkreis Hof (Oberfranken, Bayern).

## Lage
Das Dorf liegt östlich der Bundesautobahn 9 nordöstlich der Gemeinde Berg  in einer freien Mittelgebirgslage. Durch den Ort führt die Staatsstraße 2198, die an Tiefengrün vorbei nach Untertiefengrün in das Saaletal bei Hirschberg (Saale) verläuft. Ferner ist Schnarchenreuth durch die Kreisstraße HO 8 erschlossen, die von Gottsmannsgrün kommend weiter nach Eisenbühl führt.

## Geschichte
Das Schlossgut Schnarchenreuth ist in die amtliche Denkmalliste eingetragen. Der dreigeschossige Walmdachbau wurde 1745 fertiggestellt. Außerdem steht das Wohngebäude des Wirtschaftshofes, ein Walmdachbau des 18. Jahrhunderts, mit in der Liste. 
Bis 1790 wurde der Ort „Schnergereuth“ genannt und war Rittersitz mit Gerichtsbarkeit. Ab 1812 befand sich das Rittergut Schnarchenreuth im Besitz der Familie von Koch. 
Am 12. März 1945 wurde im Ghetto Theresienstadt ein fünfzigköpfiges Außenkommando zusammengestellt und nach Schnarchenreuth verlegt. Die Gefangenen sollten dort das Rittergut als Ausweichquartier für die Gestapo herrichten.:S. 83 ff.  Am 22. April 1945 – die US Army war nicht mehr weit von Schnarchenreuth entfernt – erfolgte die Rückverlegung des Außenkommandos nach Theresienstadt, wobei jeweils 25 Gefangene einen schweren Leiterwagen ziehen mussten, ohne zu wissen, was sie im Schnitt 30 Kilometer täglich transportierten. Später stellte sich heraus, dass die Wagen mit Waffen und Munition beladen waren. Die Marschkolonne erreichte am 29. April 1945 ihr Ziel und erlebte dort wenige Tage später die Befreiung.:S. 86 ff.
Im Juni 2004 erwarb der Künstler Norbert Diehl alias Johnny B. Good das Anwesen auf Wunsch des Landkreises Hof, der das verfallende Gut zu einem Kulturzentrum umgestalten wollte. Mittlerweile ist ein großer Teil des Daches eingestürzt. Das Schloss befindet sich jetzt im Eigentum eines gemeinnützigen Vereins.
Am 1. Mai 1978 wurde die Gemeinde Schnarchenreuth in die Gemeinde Berg eingegliedert.